# Saint-Germain-de-Tallevende
Saint-Germain-de-Tallevende est une ancienne commune française du département du Calvados et la région Normandie, intégrée à la commune de Saint-Germain-de-Tallevende-la-Lande-Vaumont depuis le 16 octobre 1972.

## Histoire
La commune fusionne avec celle de La Lande-Vaumont par arrêté préfectoral du 16 octobre 1972. La nouvelle commune ainsi formée pend le nom de Saint-Germain-de-Tallevende-la-Lande-Vaumont.

## Démographie
| 1793  | 1800  | 1806  | 1821  | 1831  | 1836  | 1841  | 1846  |
| ----- | ----- | ----- | ----- | ----- | ----- | ----- | ----- |
| 3 152 | 2 939 | 3 218 | 3 367 | 3 294 | 3 309 | 3 323 | 3 284 |

| 1851  | 1856  | 1861  | 1866  | 1872  | 1876  | 1881  | 1886  |
| ----- | ----- | ----- | ----- | ----- | ----- | ----- | ----- |
| 3 215 | 3 053 | 2 946 | 3 095 | 2 712 | 2 803 | 2 570 | 2 545 |

| 1891  | 1896  | 1901  | 1906  | 1911  | 1921  | 1926  | 1931  |
| ----- | ----- | ----- | ----- | ----- | ----- | ----- | ----- |
| 2 465 | 2 335 | 2 201 | 2 120 | 2 146 | 1 977 | 2 025 | 1 961 |

| 1936  | 1946  | 1954  | 1962  | 1968  | - | - | - |
| ----- | ----- | ----- | ----- | ----- | - | - | - |
| 2 075 | 2 310 | 1 574 | 1 560 | 1 391 | - | - | - |

## Lieux et monuments
- Dolmen de la Loge aux Sarrazins